# João Pinto (hockeista su pista)
João Pedro Garcia Santos Pinto, meglio noto come João Pinto (Porto, 28 gennaio 1987), è un hockeista su pista portoghese naturalizzato angolano.

## Palmarès

### Competizioni nazionali
- Supercoppa del Portogallo: 1

Sporting CP: 2015
- Elite Cup: 2

Sporting CP: 2016, 2018
- Campionato portoghese: 1

Sporting CP: 2017-2018
- Campionato italiano: 2

Trissino: 2021-2022, 2022-2023
- Coppa Italia: 1

Trissino: 2022-2023
- Supercoppa italiana: 2

Trissino: 2022, 2023

### Competizioni internazionali
- Coppa CERS/WSE: 1

Sporting CP: 2014-2015
- CERH European League: 2

Sporting CP: 2018-2019
Trissino: 2021-2022
- Coppa Intercontinentale: 1

Trissino: 2023